# キョウトゴキブリ
キョウトゴキブリ（学名:Asiablatta kyotensis）は、ゴキブリ目チャバネゴキブリ科チャバネゴキブリ亜科に属する昆虫の一種。
1960年頃、京都市内の民家で発見され、1976年に新種として記載された。新潟県、東京都、滋賀県、愛知県、大阪府、宮崎県などで記録がある。

## 形態
- 体長15～18mm、体は全体的に光沢のない茶褐色。雌雄ともに翅は腹端まで達するが雌はやや短く、前翅の前縁基部に黄条があり、幼虫も全体が濃茶褐色である。チャバネゴキブリ科では大型の種類。

## 生態
- キョウトゴキブリは屋外生息種であるが、屋内に侵入し害虫となる。食品工場、食品市場、食品店、食堂、観光地土産物店などでの発生事例が知られている。成虫は初夏に出現し、産卵を開始し、夏までに孵化した幼虫は大型幼虫にまで成長して越冬し、翌年成虫になる。この時成虫にならず、あるいは過剰脱皮して再度越冬することもある。秋に孵化した幼虫は、ある程度成長した状態で越冬し、翌年大型幼虫になるが羽化せず、終齢または過剰脱皮して再度越冬した後、次年の夏に羽化する。飼育条件では、幼虫期間は25℃で5ヶ月、28℃で3ヶ月であり、成虫は平均30個の卵が入った卵鞘を6～7日間隔で一生の間に約15回産む。生息環境は、常時水分の補給が可能な場所で、食堂の厨房、工場の洗水や冷蔵用放流水がある周辺、土間の積荷、湿潤な路地などがあげられる。屋外の生活では越冬の関係から1世代に2～3年かかると推定されている。